# Cladiella gracilis
Cladiella gracilis is een zachte koraalsoort uit de familie Alcyoniidae. De koraalsoort komt uit het geslacht Cladiella. Cladiella gracilis werd in 1944 voor het eerst wetenschappelijk beschreven door Tixier-Durivault. 